# سریلینگامپالی
سریلینگامپالی (به انگلیسی: Serilingampally) شهری است با جمعیت ۲۴۶٫۱۰۶ نفر در ایالت آندرا پرادش در کشور هند واقع شده‌است.